# Plovdiv (stad)
Plovdiv (Bulgaars: Пловдив; Nederlands (in historische context): Philippopolis) is de op een na grootste stad van Bulgarije. Het is de hoofdstad van de gelijknamige oblast en telt ongeveer 347.000 inwoners (2018). De stad is met haar 8000-jarige geschiedenis een van de oudste van Europa, en heeft dan ook als motto "Antiek en eeuwig" ("Древен и вечен"). De stad ligt in de Thracische vlakte, aan de voet van de Rodopen en aan de rivier de Maritsa. Het is een belangrijk bestuurlijk, industrieel en cultureel centrum, met verschillende universiteiten, diverse hogescholen, instituten en musea. In 2019 was de stad samen met het Italiaanse Matera de culturele hoofdstad van Europa.

## Geschiedenis
De oudste aanwijzingen van permanente bewoning dateren van rond 6000 voor Christus. De stichting van de huidige stad vond 2000 jaar later plaats, toen Troje reeds bestond, maar bijvoorbeeld Athene en Rome nog niet. Daarmee is Plovdiv een van de langst ononderbroken bewoonde steden van Europa. De indertijd Eumolpia genoemde stad werd in 340 v.Chr. veroverd door de Macedonische koning Philippus II, de vader van Alexander de Grote, die haar omdoopte tot Philippopel (Philippopolis). Toen de stad later weer onafhankelijk werd, werd zij door de Thraciërs Pulpudeva genoemd. In de Romeinse tijd (2e en 3e eeuw) werd ze onder de naam Trimontium (Drieheuvelstad) de hoofdstad van de provincie Thracië. Vanaf de 5e eeuw werd de stad (en de regio) bewoond door Slaven, die de stad vanaf de 6e eeuw Puldin gingen noemen. In 815 werd Puldin hoofdstad van het Eerste Bulgaarse Rijk. Gedurende de middeleeuwen was ze afwisselend in Byzantijns en Bulgaars bezit. Tijdens de kruistochten bestond er van 1204 tot 1235 een vorstendom, waarover Franse graven regeerden. In 1364 werd de stad (net als het gehele hedendaagse Bulgarije) bezet door het Ottomaanse Rijk, en was het als Filibe een belangrijk handelsknooppunt en nijverheidscentrum voor Europa. De huidige naam Plovdiv duikt voor het eerst op in de 15e eeuw.
In de 19e eeuw was Plovdiv een bolwerk voor de verzetsbeweging, geïnspireerd door de nationalistische renaissance. De eerste Bulgaarse drukker en uitgever waren hier gevestigd. De verzetsbeweging resulteerde in 1876 in een opstand, die later Russische steun kreeg in de Russisch-Turkse Oorlog. Dit leidde in 1878 tot de bevrijding van de Ottomaanse heerschappij.
Het Bulgaarse rijk was daarmee niet herenigd: in plaats daarvan werd Bulgarije als gevolg van de besluiten van het Congres van Berlijn opgesplitst in een Noord- en Zuid-Bulgarije, waarin de laatste als Oost-Roemelië een autonome Turkse provincie werd met Plovdiv als hoofdstad. In 1885 verenigden de twee helften zich tot het huidige Bulgarije.

## Ligging
Plovdiv bevindt zich in het zuiden van Bulgarije, en strekt zich uit langs beide oevers van de rivier Maritsa. Tijdens haar geschiedenis heeft de stad zich ontwikkeld op zeven heuvels, waarvan sommige 250 meter hoog zijn. Daarom wordt Plovdiv in Bulgarije vaak aangeduid "Stad van de Zeven Heuvels".

## Bezienswaardigheden

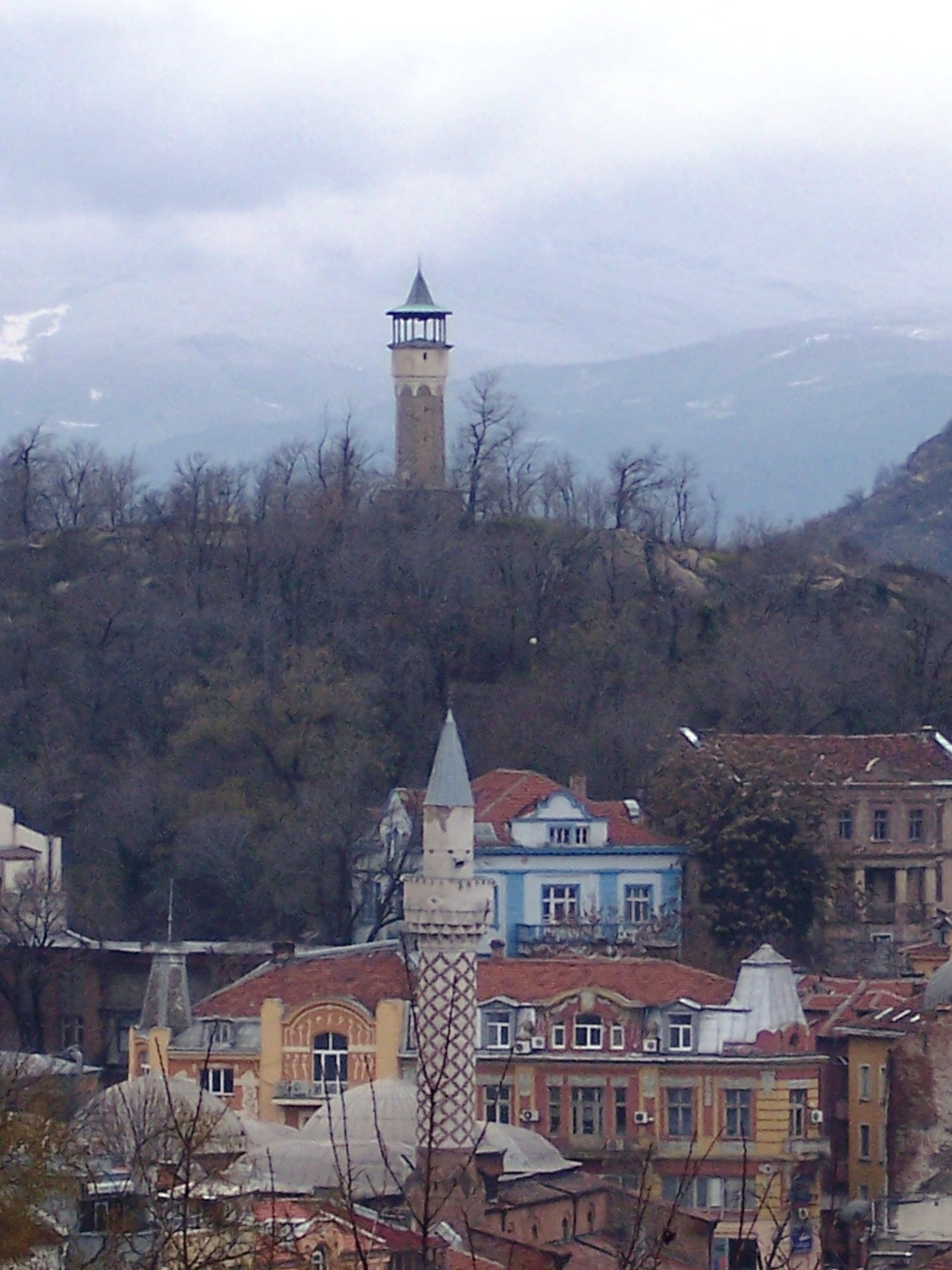
Toren oude stad

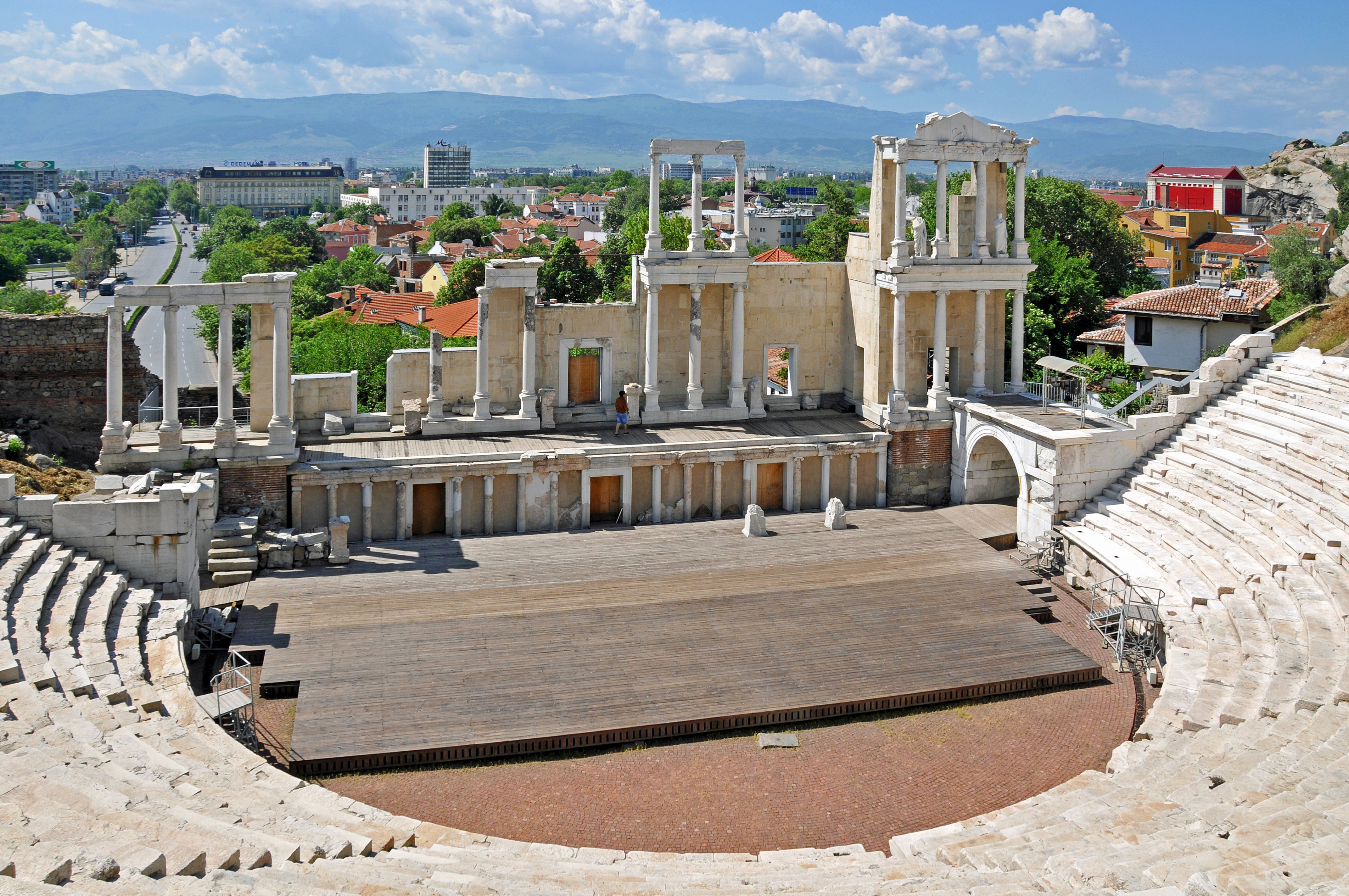
Romeins theater

De stad Plovdiv telt meer dan 200 archeologische sites.

### Romeinse Stad
Het Antieke Theater werd gebouwd aan het begin van de 2e eeuw, gedurende de regering van keizer Trajanus. Het bevindt zich in een natuurlijke diepte, tussen de heuvels Dzhambaz Tepe en Taksim Tepe. Het bood plaats aan 7000 kijkers. Het toneel ligt aan de zuidkant, en is versierd met friezen, kroonlijsten en standbeelden. Het Odeon werd in 2004 gerestaureerd; het werd opgericht van de 2e tot de 5e eeuw, en had plaats voor 350 muziekliefhebbers.
Het Antieke Stadion werd aangelegd tijdens de 2e eeuw, onder het bewind van keizer Hadrianus. Het bevindt zich tussen de heuvels Sahat Tepe en Taksim Tepe. Het stadion van Delphi werd hier als model gekozen. Met een lengte van 240 meter en een breedte van 50 meter bood het plaats aan 30.000 toeschouwers. Maar slechts een beperkt deel, 14 rijen zitplaatsen, is nu te zien.
Het Romeinse Forum dateert van de regering van Vespasianus, tijdens de 1e eeuw, en was klaar tijdens de 2e eeuw. Het Eirene archeologisch complex ligt in het zuidelijk deel van de drie heuvels, en omvat resten van gebouwen uit de 3e en de 4e eeuw.

### Musea en beschermde sites
Het Archeologisch Museum werd gebouwd in 1882, en bevat een rijke verzameling Thracische kunstvoorwerpen. Het Museum voor Geschiedenis werd opgericht in 1951 als een wetenschappelijke instelling voor het opzoeken, verzamelen en bewaren van historische voorwerpen uit de omgeving van Plovdiv, van de 16e tot de 20e eeuw. Verder zijn er het Etnografisch Streekmuseum (1917), het Museum voor Natuurwetenschappen (1955) en het Museum van het Vliegwezen (1991). De Oude Stad is beschermd gebied, en bekend om de gebouwen opgetrokken in Bulgaarse renaissancestijl; zij strekt zich uit over de drie heuvels (Trihalmie), de Nebet Tepe, Dzhambaz Tepe en Taksim Tepe.

### Kerken, moskeeën en tempels
De meeste kerken van Plovdiv dateren uit de 19e eeuw, en vertonen de oosters-orthodoxe bouwstijl. De stad bezit verscheidene rooms-katholieke kathedralen, waarvan de kathedraal gewijd aan Sint-Lodewijk de grootste is. Twee moskeeën zijn de resten van de Ottomaanse aanwezigheid, met onder andere de Dzjoemaja Moskee, de oudste Europese moskee buiten Spanje. De Sefardische Synagoge is wat overblijft van de vroegere Jodenwijk; zij dateert uit de 19e eeuw, en is gebouwd in de zogenaamde Ottomaanse synagogenstijl in de Balkan.

## Klimaat
| Maand                       | jan | feb | mrt | apr | mei  | jun  | jul | aug | sep  | okt | nov | dec | Jaar  |
| --------------------------- | --- | --- | --- | --- | ---- | ---- | --- | --- | ---- | --- | --- | --- | ----- |
| Hoogste maximum (°C)        | 22  | 23  | 25  | 31  | 36   | 48   | 42  | 43  | 39   | 33  | 26  | 22  | 48    |
| Gemiddeld maximum (°C)      | 5   | 7   | 12  | 18  | 23   | 29   | 32  | 30  | 26   | 21  | 12  | 6   | 20,6  |
| Gemiddelde temperatuur (°C) | 1   | 3   | 7   | 12  | 17,5 | 21,5 | 24  | 23  | 19,5 | 14  | 6,5 | 3   | 12,66 |
| Gemiddeld minimum (°C)      | −3  | −2  | 1   | 5   | 10   | 14   | 16  | 15  | 11   | 8   | 3   | −2  | 6,5   |
| Laagste minimum (°C)        | −23 | −25 | −18 | −4  | 0    | 6    | 8   | 8   | −1   | −3  | −8  | −23 | −25   |
|                             |     |     |     |     |      |      |     |     |      |     |     |     |       |
| Neerslag (mm)               | 39  | 33  | 37  | 36  | 51   | 65   | 37  | 28  | 32   | 41  | 49  | 44  | 462   |

## Bevolking

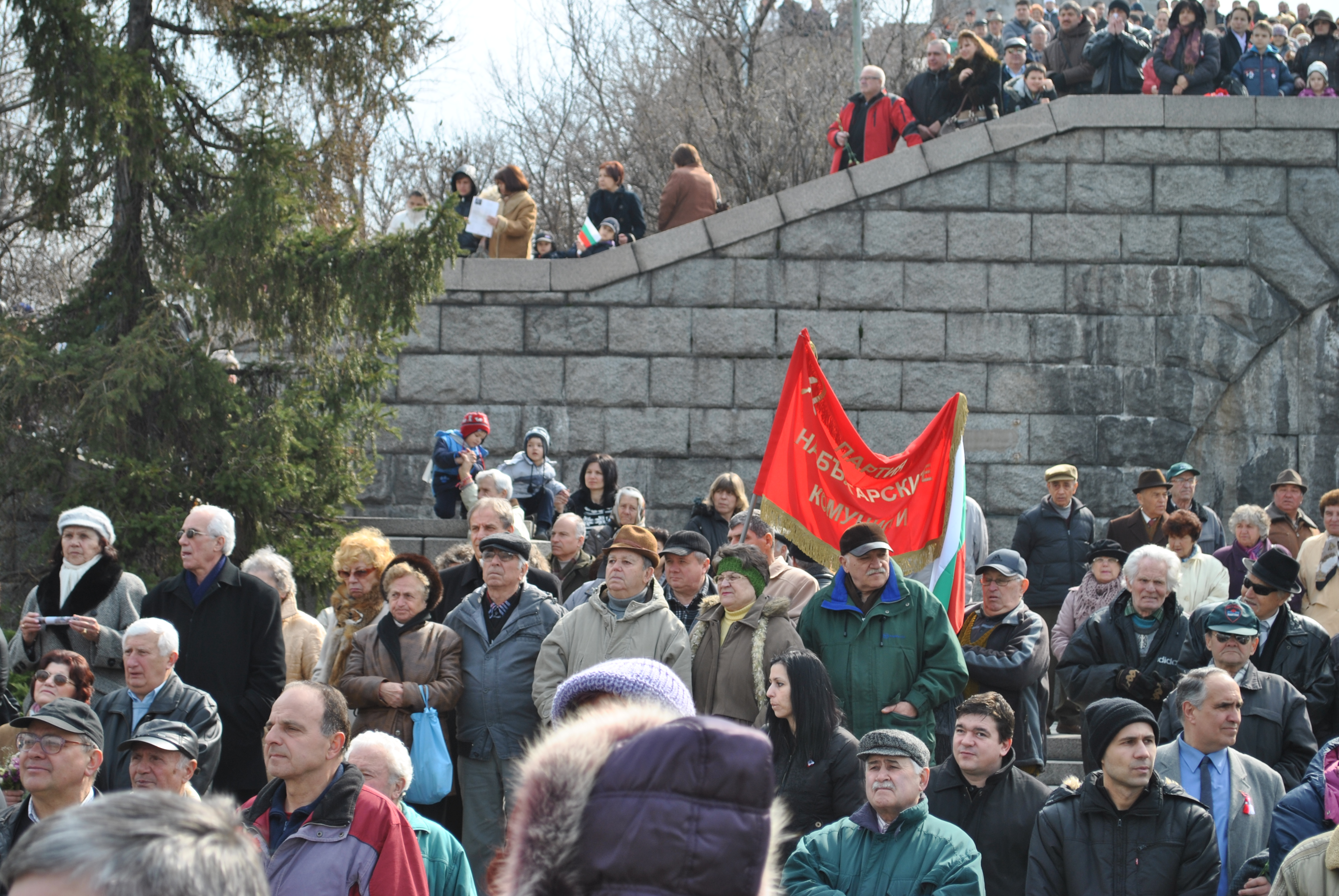
Inwoners van Plovdiv vieren de bevrijding op 3 maart

Op 31 december 2019 telde de stad Plovdiv 347.851 inwoners, waardoor het qua inwonersaantal de tweede stad van Bulgarije is. De bevolking van de stad Plovdiv is sinds 1887 meer dan vertienvoudigd (zie: onderstaand tabel). Alleen al in de eerste helft van de twintigste eeuw vervijfvoudigde de bevolking zich. Na de val van het communisme begon de bevolking langzaam te dalen, vooral vanwege een drastische daling in het geboortecijfer. Sinds 2011 neemt de bevolking echter langzaam weer toe, als gevolg van migratie uit het omringende platteland en kleinere steden.

#### Demografische situatie

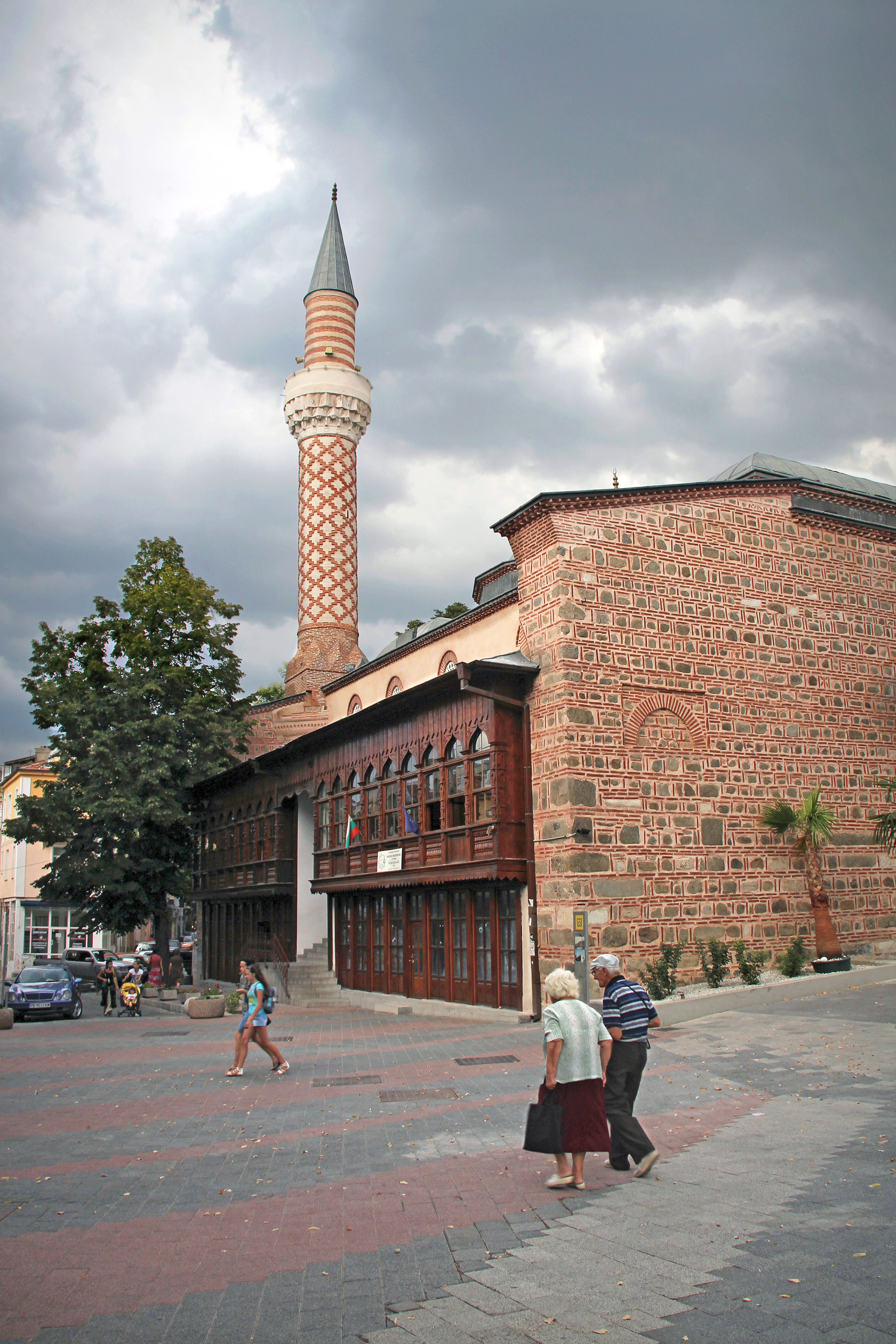
Moskee Dzjoemaja

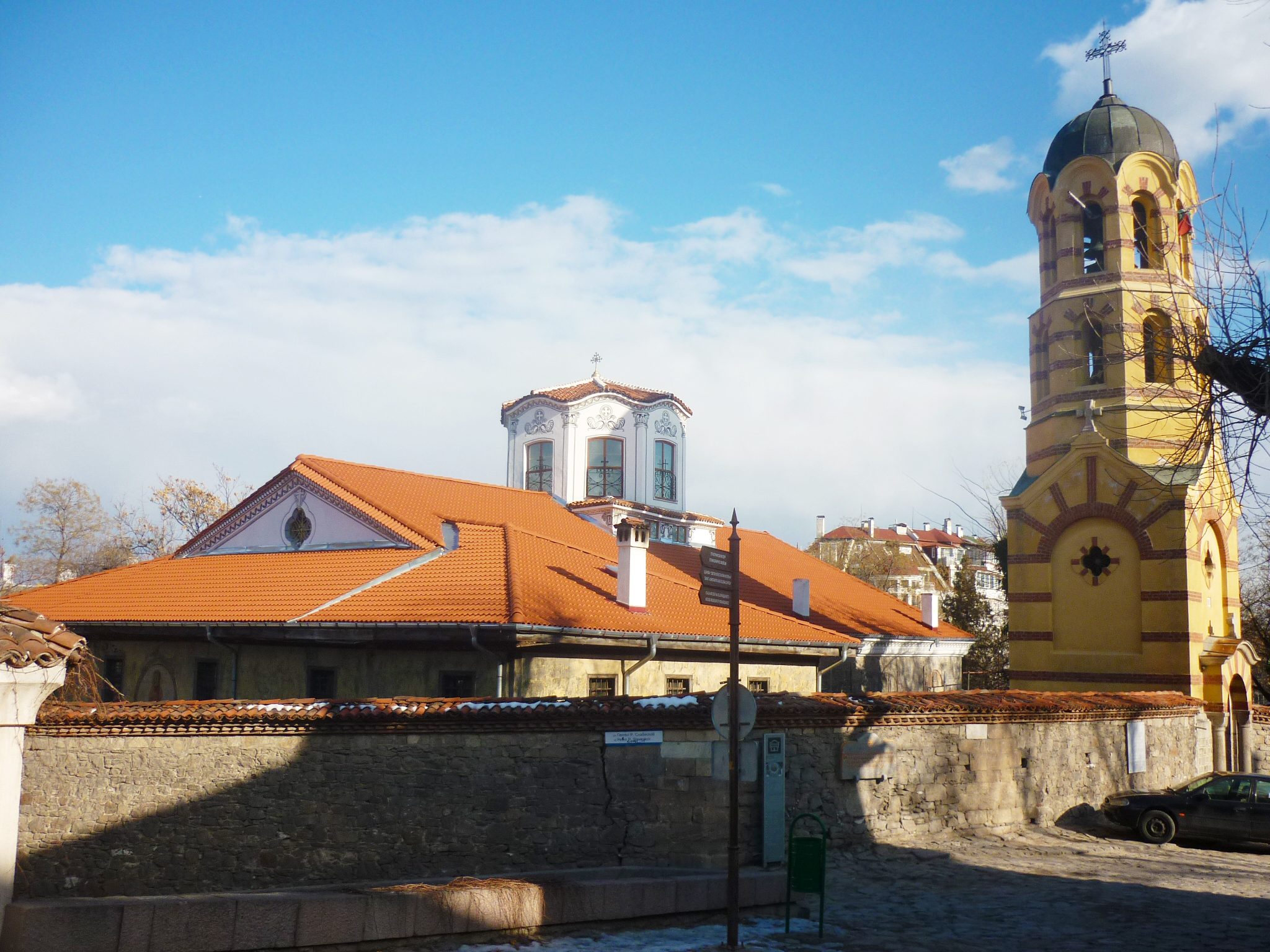
Kerk Sint Nedelja

Plovdiv is een van de weinige nederzettingen in Bulgarije met een positieve bevolkingsgroei. In de periode tussen 2018 en 2019 steeg de bevolking met +958 mensen (+0,3%) naar een hoogtepunt van 347.851 inwoners. In het jaar 2018 werden 3.342 kinderen geboren, terwijl er zo'n 4.168 inwoners kwamen te overlijden. De natuurlijke bevolkingsaanwas was (net als de voorafgaande jaren) negatief en bedroeg −826 mensen. Verder vestigden zich 7.502 inwoners in Plovdiv, terwijl 5.718 inwoners de stad verlieten. Het migratiesaldo was positief en bedroeg +1.784 personen.

#### Etnische samenstelling
De etnische Bulgaren vormen de grootste bevolkingsgroep in de stad Plovdiv. Volgens de volkstelling van 2011 bestond zo'n 89,9% van de bevolking uit Bulgaren. Er woont ook een vrij grote Turkse minderheid. In 2011 vormden de etnische Turken zo'n 5,2% van de bevolking. Volgens officiële tellingen bestond circa 3,1% van de bevolking uit etnische Roma. Dit percentage is waarschijnlijk veel hoger: schattingen lopen uiteen van zo'n minimaal 20.000 tot 50.000 zigeuners (±14%). Zij wonen vooral geconcentreerd in een aantal getto's, waaronder Stolipinovo (het grootste zigeunergetto op de Balkan), Chadzji Chassan Machala en Sjeker Machala. Veel Roma in Plovdiv spreken het Turks als moedertaal en hebben een islamitische geloofsovertuiging, waardoor zij zich in de volkstellingen eerder als etnische Turken identificeren. De christelijke Roma beschouwen zichzelf daarentegen als etnische Bulgaren.
| stad Plovdiv   | 277.804 | 16.032 | 9.438  |
| oblast Plovdiv | 540.303 | 40.255 | 30.202 |

#### Religie
Bij de volkstelling van 1 februari 2011 was het invullen van een geloofsovertuiging optioneel. Van de 338.153 mensen die werden geregistreerd bij de volkstelling van 2011 kozen 72.398 personen (21,4%) ervoor om hun religieuze overtuiging niet te specificeren. Ruim 83,6% van de bevolking was lid van de Bulgaars-Orthodoxe Kerk (±222.119 personen). De islam is de op een na grootste religie met 15.743 gelovigen (ongeveer 5,9% van de bevolking). Verder hebben 14.253 inwoners geen religieuze overtuiging (5,4%), 3.681 inwoners behoren tot de Katholieke Kerk (1,4%) en zo'n 2.366 inwoners zijn lid van een protestantse kerkgenootschap (0,9%).
|                              | Aantal  | Percentage (%) | Percentage (%) |
| 338.153                      | Totaal  | Respondenten   |                |
| ---------------------------- | ------- | -------------- | -------------- |
| Bulgaars-Orthodoxe Kerk      | 222.119 | 65,69          | 83,58          |
| Katholieke Kerk in Bulgarije | 3.681   | 1,09           | 1,39           |
| Protestantisme               | 2.366   | 0,70           | 0,89           |
| Islam                        | 15.743  | 4,66           | 5,92           |
| Overig                       | 825     | 0,24           | 0,31           |
| Onkerkelijk                  | 6.768   | 2,00           | 2,55           |
| Geen antwoord                | 14.253  | 4,21           | 5,36           |
| Onbekend                     | 72.398  | 21,41          | -              |

## Stadsbeeld

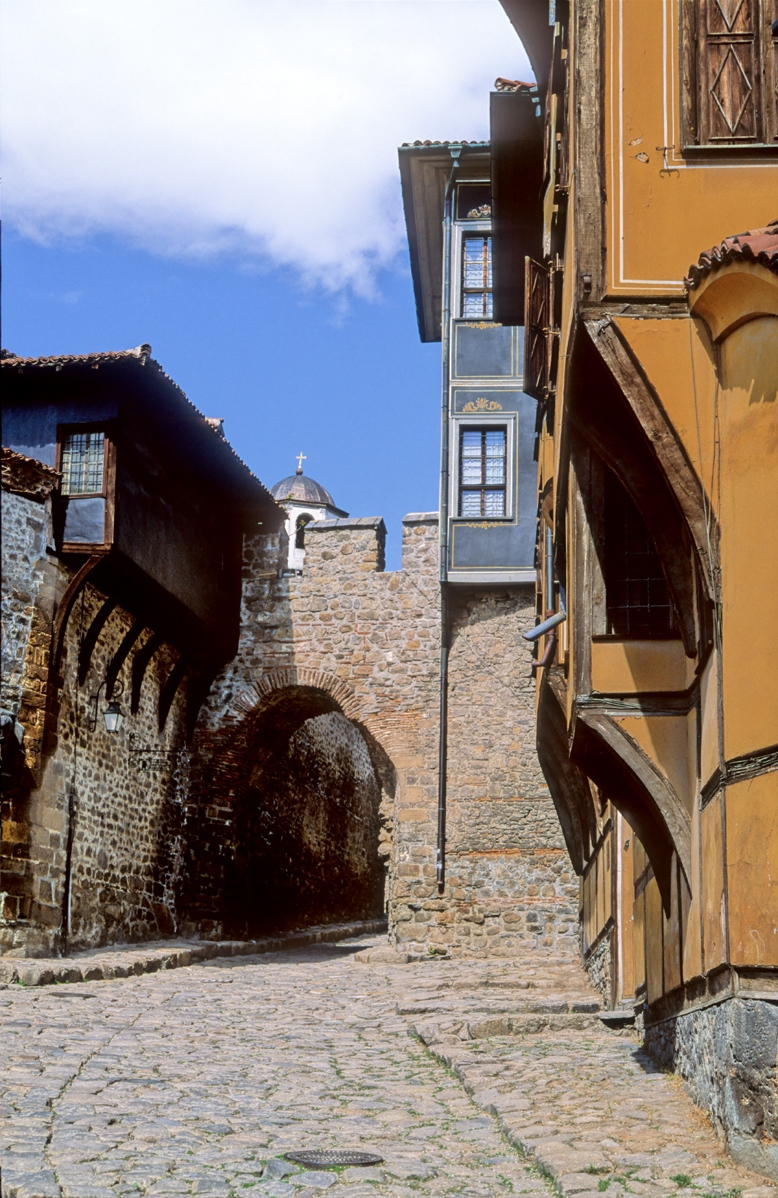
Straat in oude stad

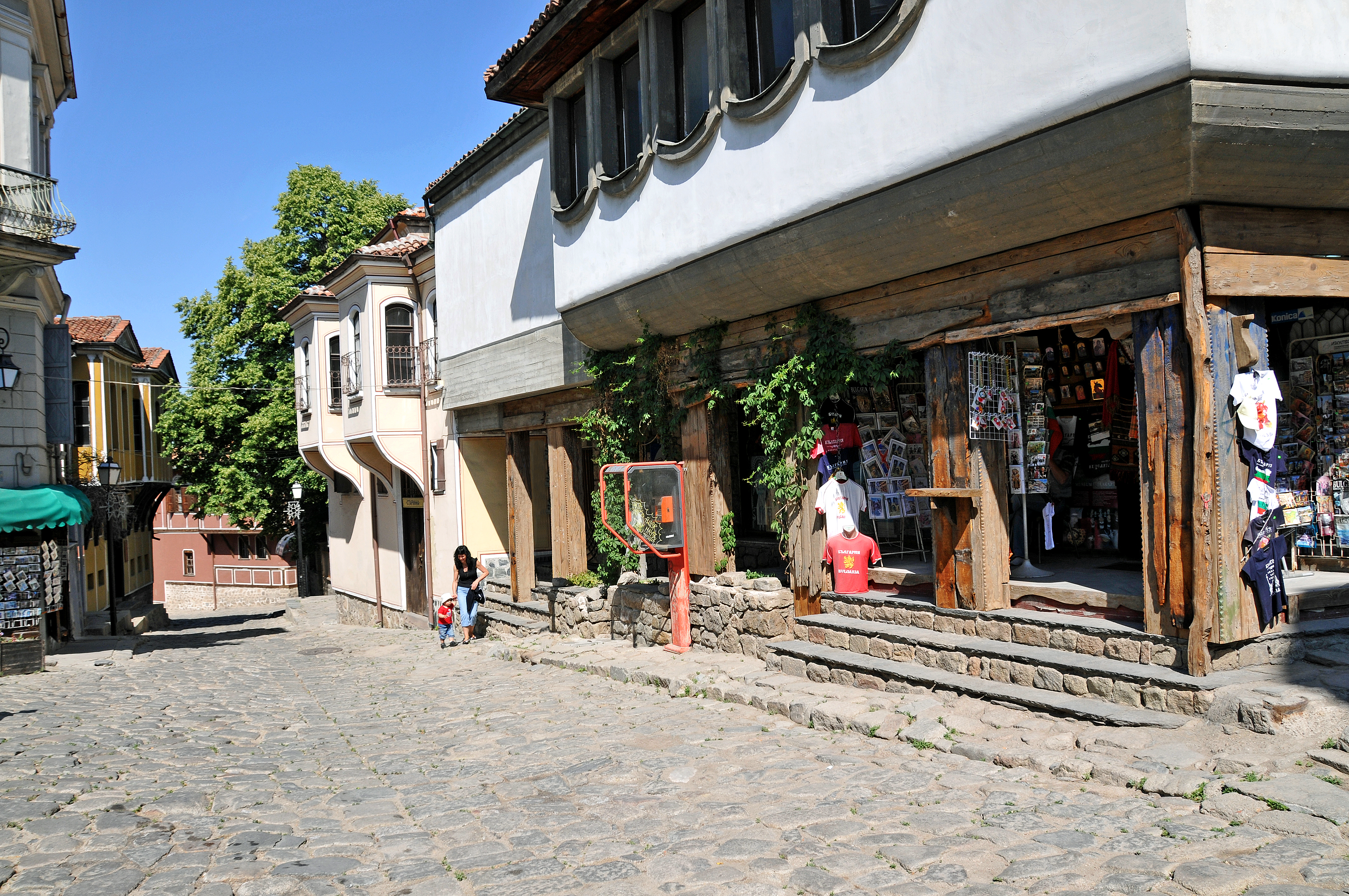
De oude binnenstad

De stad biedt een moderne aanblik, mede door de heropbouw na een zware aardbeving in 1928. Niettemin is de oude stad geheel opgetrokken in de traditionele Bulgaarse bouwstijl en heeft de status van openluchtmuseum. In de omgeving zijn resten gevonden van een oude Thracische vesting en van een Romeins amfitheater. Eveneens in de buurt van de stad liggen belangrijke, historische, Oosters-orthodoxe kloosters en kerken.

## Sport
Met Lokomotiv Plovdiv en Botev Plovdiv beschikt Plovdiv over twee voetbalclubs die vrijwel altijd uitkomen in de Parva Liga. Beide clubs werden landskampioen van Bulgarije.

## Partnersteden
- Brno (Tsjechië)
- Columbia (Verenigde Staten)
- Daegu (Zuid-Korea)
- Gjoemri (Armenië)
- Jeddah (Saoedi-Arabië)
- Istanboel (Turkije)
- Ivanovo (Rusland)
- Košice (Slowakije)
- Kumanovo (Macedonië)
- Koetaisi (Georgië)
- Leskovac (Servië)
- Luoyang (China)
- Ohrid (Macedonië)
- Okayama (Japan)
- Petra (Jordanië)
- Poznań (Polen)
- Rome (Italië)
- Sint-Petersburg (Rusland), sinds 2001
- Thessaloniki (Griekenland)
- Valencia (Venezuela)

## Geboren in Plovdiv
- Georgi Atanasov (1882-1931), componist
- Boris Christoff (1919-1993), operazanger
- Angel Wagenstein (1922-2023), (scenario)schrijver
- Sijka Kelbetsjeva (1951), roeister
- Emil Stojanov (1959), politicus en uitgever
- Stefka Kostadinova (1965), hoogspringster
- Christo Stoitsjkov (1966), voetballer
- Krasimir Dimitrov (1971), voetballer
- Maria Genova (1973), Nederlandse schrijfster en journaliste
- Dimitar Telkijski (1977), voetballer
- Asen Karaslavov (1980), voetballer
- Jordan Todorov (1981), voetballer
- Georgi Avramov (1983), voetballer
- Valeri Domovtsjijski (1986), voetballer
- Georgi Kabakov (1986), voetbalscheidsrechter
- Tsvetana Pironkova (1987), tennisster
- Dimitar Iliev (1988), voetballer
- Todor Nedelev (1993), voetballer